# Bitwa pod Żelazną Rządową

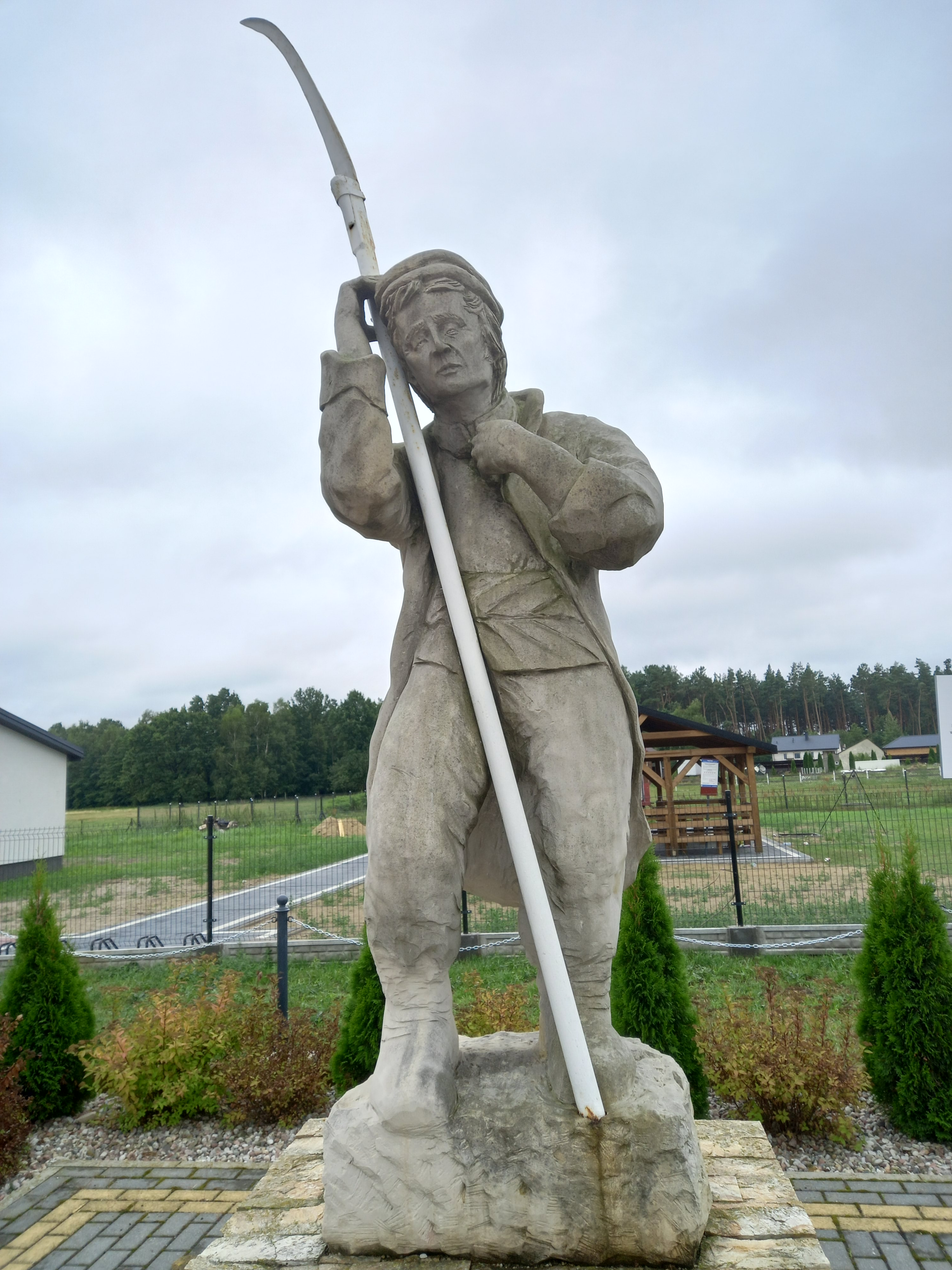
Pomnik powstańca styczniowego – Kurpia biorącego udział w bitwie pod Żelazną Rządową

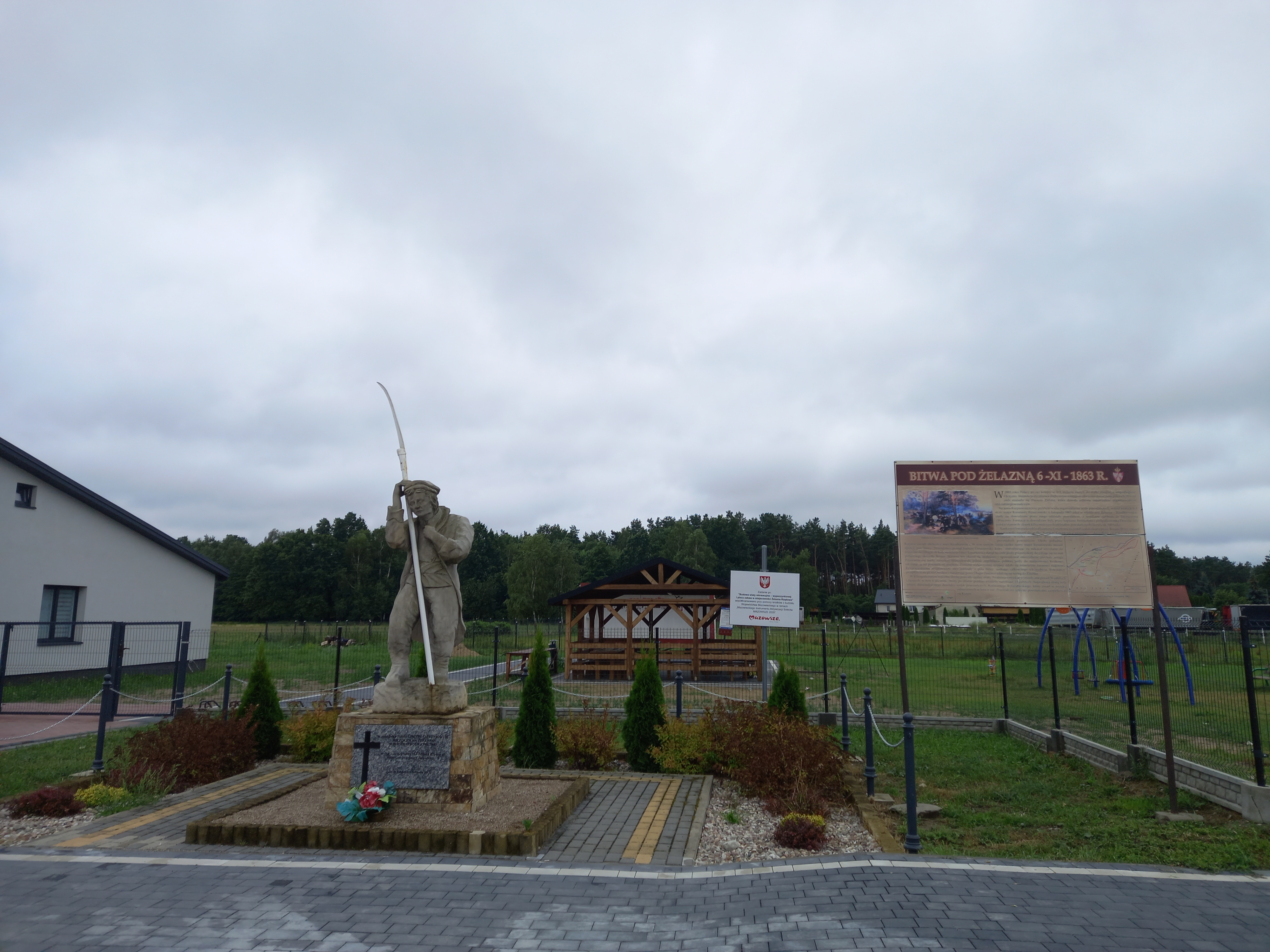
Pomnik powstańca styczniowego i tablica informacyjna w Żelaznej Rządowej

Bitwa pod Żelazną Rządową – bitwa stoczona 6 listopada 1863 w czasie powstania styczniowego.

## Bitwa
Po wygranej bitwie pod Czarnią 29 października 1863 oddział powstańczy majora Konstantego Rynarzewskiego, złożony praktycznie z samych strzelców kurpiowskich, szkolił się w Wolkowych. Przeciwko nim ruszyły dwie kolumny carskiego wojska dowodzone przez kapitana barona Arnshofena i podpułkownika Dewela. Rynarzewski postanowił wycofać oddział w kierunku Czarnotrzewia. Ostatecznie dotarł pod Żelazną, gdzie spotkał się z oddziałem kapitana Lenartowicza.  
6 listopada 1863 pod Żelazną Rządową doszło do bitwy między powstańcami a przeważającymi siłami carskimi. Po stronie polskiej walczyło kilka oddziałów powstańczych, m.in.:  
- oddział majora Rynarzewskiego: 250 strzelców, 160 kosynierów, 30 jeźdźców;
- oddział kapitana Lenartowicza: 200 strzelców, 120 kosynierów, 26 jeźdźców;
- oddział Ziembińskiego: 20 strzelców konnych, 78 jeźdźców[1].

Łącznie siły powstańcze liczyły około 900 osób. 
Rankiem ludzie Lenartowicza zostali zaatakowani przez szpicę objeszczyków. Major Rynarzewski ruszył im z pomocą. Oddział Lenartowicza zajął Rzodkiewnicę i podprowadził wroga pod ostrzał powstańczy. Ci, mimo że słabiej wyszkoleni od carskiego wojska, przez kilka godzin prowadzili skuteczny opór. Około południa sytuacja zaczęła się zmieniać na niekorzyść powstańców: Rosjanie otaczali wieś Rzodkiewnicę. Major Rynarzewski został ciężko ranny i musiał wycofać się z pola bitwy, ale zrobił to dopiero po kilku godzinach. Ranni zostali adiutanci Józef Bogucki i Nieciewkiewicz. Dowodzenie objął kapitan Ostaszewski, który zdecydował o wycofaniu się do wsi Długie. Kapitan Lenartowicz na czele jazdy przasnyskiej zaatakował północne skrzydło Rosjan, uprzednio zostawiając w Rzodkiewnicy piechotę pod dowództwem kapitana Kurowskiego. To spowodowało oskrzydlenie piechoty rosyjskiej. W kontrataku jazda rosyjska zepchnęła powstańców do Krukowa, odcinając jazdę od piechoty. Major Rynarzewski zdołał wycofać oddziały z pola walki, chroniąc je przed całkowitym rozbiciem. Powstańcy przeprawili się przez rzekę Omulew i udali się na nocleg do Zdunka, po drodze mijając wsie Długie i Surowe. 
Bitwa uznana została za nierozstrzygniętą. W oczach powstańców była wygrana, na co wskazuje fragment listu uczestnika walk, który pisał o zwycięzkiem spotkaniu się we wsi Żelazna na pograniczu powiatu przasnyskiego. 

## Straty
Obie strony poniosły znaczne straty. Po stronie rosyjskiej było to ponad 50 rannych i zabitych, w tym 4 oficerów. Powstańcy zdobyli na wrogu m.in. 3 konie z kulbakami, 1 dubeltówkę oraz 5 pistoletów. Strona polska zakończyła starcie z 15 zabitymi, spośród których znani z imienia i nazwiska są m.in. Antoni Łozowski, który był studentem Szkoły Głównej, oraz przybyły z Poznańskiego Oskar Wolski. Wśród powstańców było 17 rannych. Mieszkańcy okolicy pośpieszyli im z pomocą, ponieważ w oddziale nie było lekarzy ani nawet felczerów, którzy mogliby udzielić fachowego wsparcia potrzebującym. 
Podczas bitwy ciężkie rany odniósł i w ich następstwie zmarł major Konstanty Rynarzewski. Jego śmierć była największą stratą bitwy. Zbigniew Chądzyński pisał: Gdyby nie śmierć Rynarzewskiego walka na Kurpiach długi czas byłaby jeszcze prowadzona.... 
W rezultacie zryw niepodległościowy na Kurpiach wygasał. Po bitwie pod Żelazną Rządową nie prowadzono poważniejszych starć z wojskami carskimi. Do potyczek doszło pod Chorzelami oraz Łączkami. Były to ostatnie starcia w województwie płockim. 
Uczestnicy zrywu zapłacili za udział w walkach wysoką cenę. Była to: utrata życia, wieloletnie więzienie, zsyłka na Syberię lub konfiskata majątku. 

## Upamiętnienie

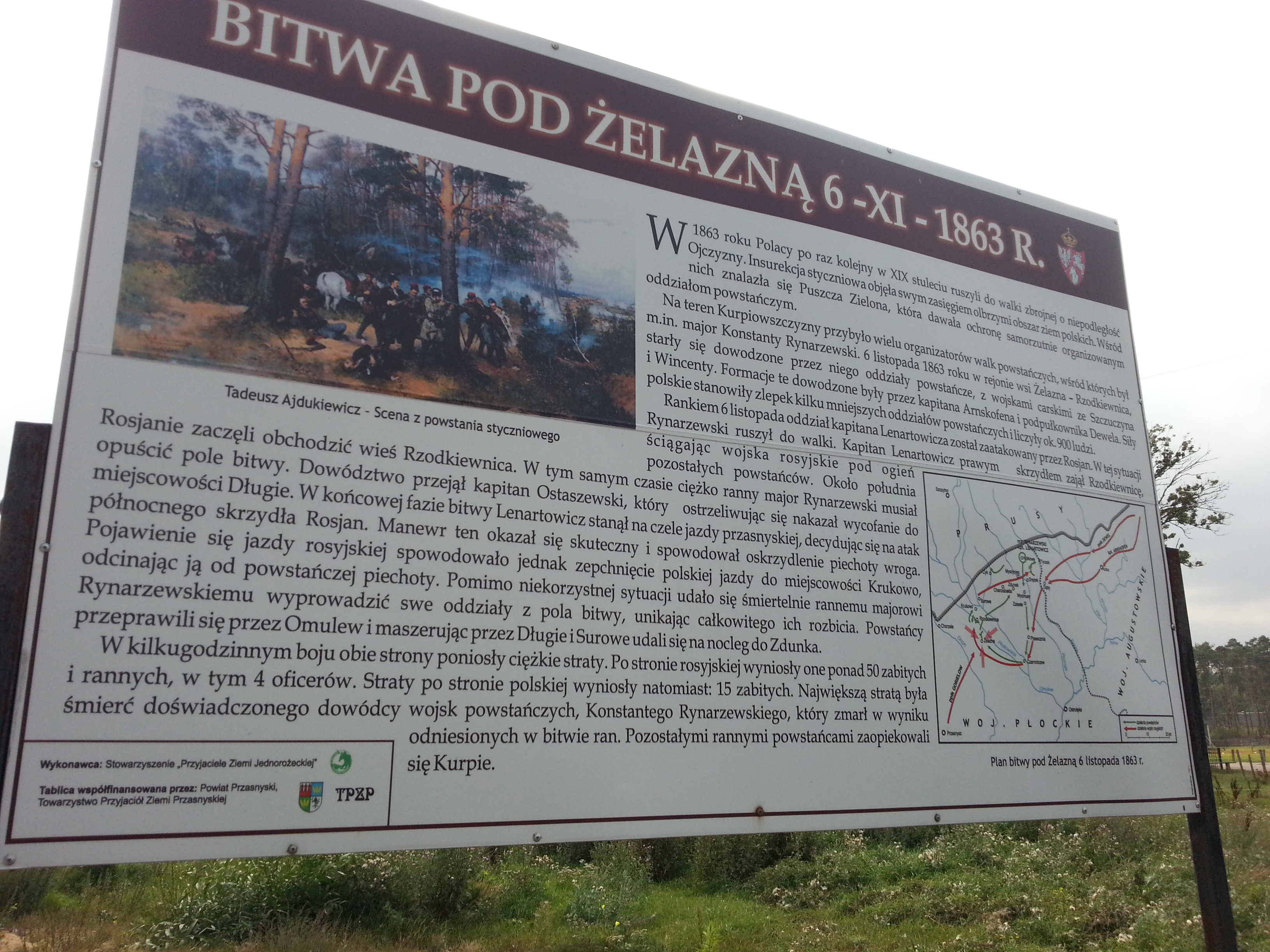
Tablica informacyjna o bitwie pod Żelazną zainstalowana obok pomnika powstańca styczniowego

W roku 150. rocznicy powstania styczniowego, 10 listopada 2013, obok remizy OSP w Żelaznej Rządowej odsłonięto pomnik będący hołdem dla powstańców styczniowych poległych 6 listopada 1863 w bitwie pod Żelazną. Z inicjatywą budowy pomnika wyszedł historyk Zbigniew Lorenc, członek Stowarzyszenia „Przyjaciele Ziemi Jednorożeckiej”. Ostateczna decyzja zapadła w 2012 w trakcie zebrania zarządu OSP w Żelaznej Rządowej. Na uroczystość przybyli przedstawiciele władz wojewódzkich i powiatowych oraz przedstawiciele organizacji pozarządowych, a poczty sztandarowe wystawiły: Ochotnicza Straż Pożarna w Żelaznej Rządowej, Publiczna Szkoła Podstawowa w Żelaznej Rządowej i Grupa Rekonstrukcji Historycznej 14. Pułk Strzelców Syberyjskich z Przasnysza w strojach z epoki. Wydarzenie zostało objęte honorowym patronatem Adama Struzika, marszałka województwa mazowieckiego. Proboszcz parafii Parciaki, ks. Dariusz Narewski, poświęcił pomnik. Delegacje złożyły kwiaty, a Zbigniew Lorenc wygłosił prelekcję historyczną pt. Powstanie Styczniowe na Ziemi Kurpiowskiej. Uroczystość zakończono w budynku remizy OSP w Żelaznej Rządowej. Uczniowie i uczennice szkoły podstawowej przedstawili akademię słowno-muzyczną na temat wydarzeń sprzed 150 lat, a kobiety z Koła Gospodyń Wiejskich z Żelaznej Rządowej zaśpiewały kilka pieśni patriotycznych. 
Pomnik powstańca został wyrzeźbiony przez Piotra Grabowskiego, artystę pochodzącego z Małowidza. Autorem koncepcji rzeźby jest historyk Wojciech Łukaszewski. Tablica informacyjna obok pomnika została opracowana przez Zbigniewa Lorenca i Rafała Szewczaka. 

Bitwa pod Żelazną została upamiętniona w wierszu Mateusza Lorenca Bitwa pod Żelazną: 
Szukając wsparcia, by zwyciężyć Moskwę,  
major Rynarzewski aż do Puszczy poszedł. 
Kurpie, to lud bitny, wolność miłujący, 
w walce za ojczyznę krwi nie żałujący.  
Gdy pod Czarnią z Kurpikami wroga zwyciężyli, 
dwie kolumny wojsk carskich za nimi ruszyły. 
Spod Myszyńca, przez Wydmusy, a potem Czarnotrzew, 
do Żelaznej dzielny major ze swą partią doszedł.   
Tam powstańczy wsparł ich oddział, męstwem obdarzony, 
z kosynierów, jeźdźców i strzelców został połączony. 
Partia dobrze wyszkolona, chociaż ochotnicza,  
dowodzona przez kapitana imć Lenartowicza.  
Pierwsze strzały padły, gdy świtało, z rana, 
szpica objeszczyków dopadła kapitana. 
Chociaż wróg wciąż napiera, nie straszna mu trwoga, 
gdyż walczył z powstańcami za Polskę, za Boga.  
Dopiero gdy Rosjanie ranili majora, 
na odwrót pod ostrzałem nastała mu pora. 
Widząc to, zawezwał Lenartowicz i jazdę przasnyską, 
i w północne skrzydło wroga z całą siłą cisnął.  
Oskrzydlił Moskali zadając im straty, 
wielu z nich wysyłając w piekielne zaświaty. 
Lecz jakby grom z jasnego nieba! Niczym błyskawica
pojawia się, zadając cios ostateczny, moskiewska konnica.  
Jednak manewr kapitana powiódł się na tyle, 
że powstańcy wycofali się za rzekę Omulew. 
Piętnastu życie oddało – ojców, synów, braci. 
Pamięci o tych bohaterach nie wolno nam zatracić!  
Jeszcze kilku od ran zmarło, co w boju odnieśli, 
a wśród nich nasz dowódca – Konstanty Rynarzewski.  
Zapłacili cenę najwyższą za swój patriotyzm. 

Niech będzie wzorem dla potomnych ogromny ich heroizm!.